# Sam McGee
Sam McGee, Samuel Fleming McGee pour l'état civil, né le 1er mai 1894 à  Franklin dans le Tennessee et décédé le 21 août 1975  dans la même ville, est un guitariste, qui fut pensionnaire du Grand Ole Opry de 1928 à son décès. Il fut l'un des pionniers de la technique du fingerpicking.

## Biographie
Fils d'un propriétaire de "bazar rural" situé sur un embranchement de chemin de fer et violoniste à ses heures. D'abord Violoneux et banjoïste, Sam obtient une guitare d'un des nombreux travailleurs noirs du chemin de fer qui fréquentent la boutique de son père. Pendant quelque temps, le jeune Sam écoute et observe le jeu des guitaristes noirs locaux. Il apprend un grand nombre de techniques des folk songs et du blues, adapte à la guitare le jeu à deux ou trois doigts du banjo de vallées voisines ainsi que les techniques des pianistes de ragtime des cabarets de Franklin.
Il a été le premier à enregistrer ses œuvres dès 1926 ; deux instrumentaux à la guitare Buck dancer's choice une pièce de dance et The Franklin Blues qui demeurent des exercices obligés pour les fingerpickers du monde entier.
Sam a joué sur scène et enregistré jusqu'en 1975 lorsque, octogénaire toujours alerte, il meurt d'un accident de tracteur.
L'influence de Sam McGee a été très importante sur des générations de guitaristes comme les Delmore Brothers, Merle Travis, Doc Watson, Chet Atkins pour ne mentionner qu'eux.